# Padangbai

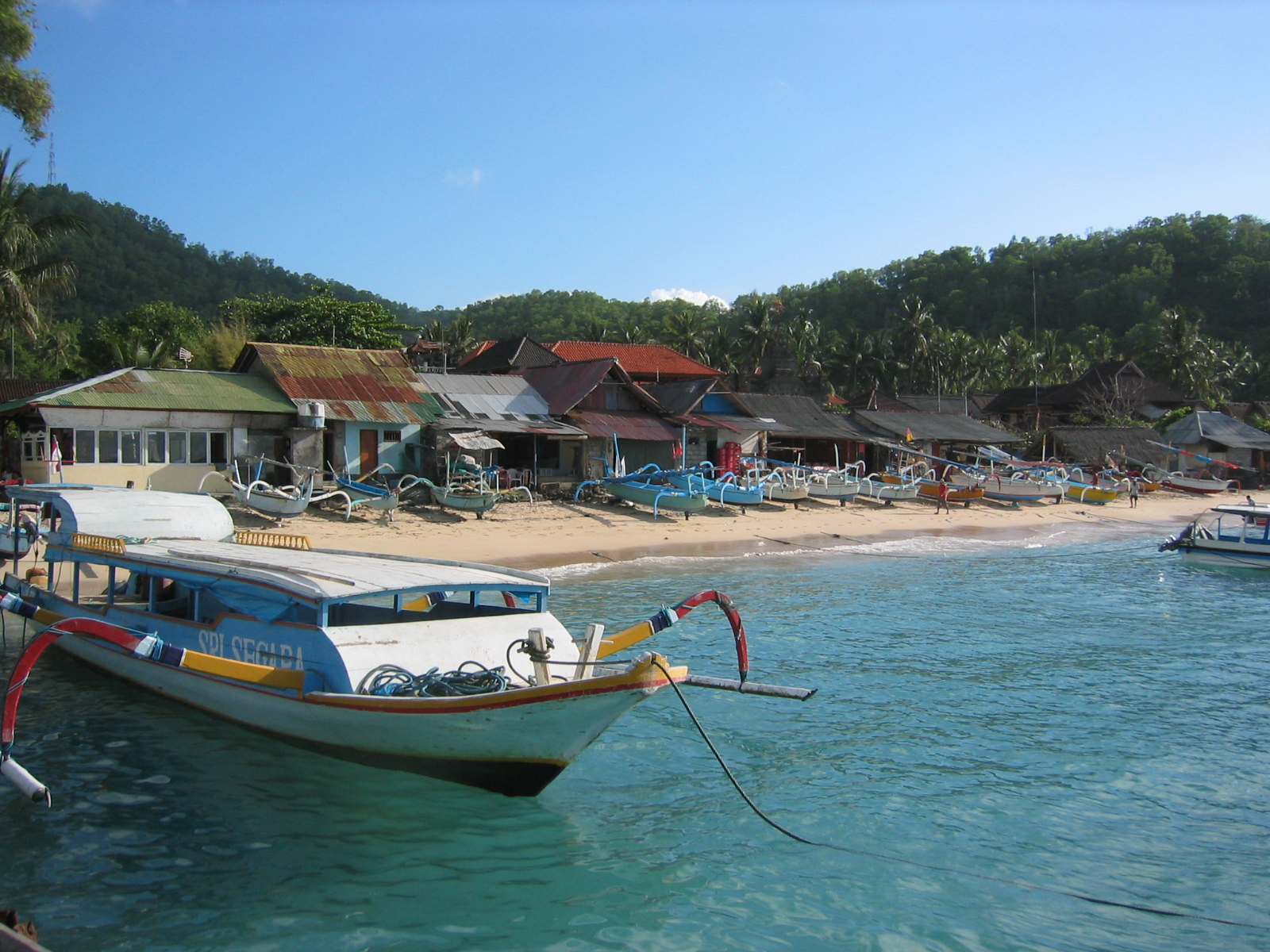

Situé sur l'île de Bali, Padangbai est un petit village de pêcheurs avec un port, dont partent jour et nuit des ferries pour l'ile de Lombok.
Située complètement à l'Est de l'île de Bali ce petit village est des plus agréables à visiter.